# アレクサ (ヴォルィーニ公国)
アレクサ（ロシア語: Алекса、13世紀）はヴォルィーニ公国の都市建設家である。
アレクサはヴァシリコのヴォルィーニ公国統治期に、多くの都市や要塞の建設に携わった。また次代のウラジーミルの統治期中の1276年には、リャスナヤ川岸沿いに、リトアニア大公国からの攻撃に備える要塞都市を建設した。この都市は現ベラルーシ・カメネツの前身となっている。